# Фёдоровское (Татарстан)

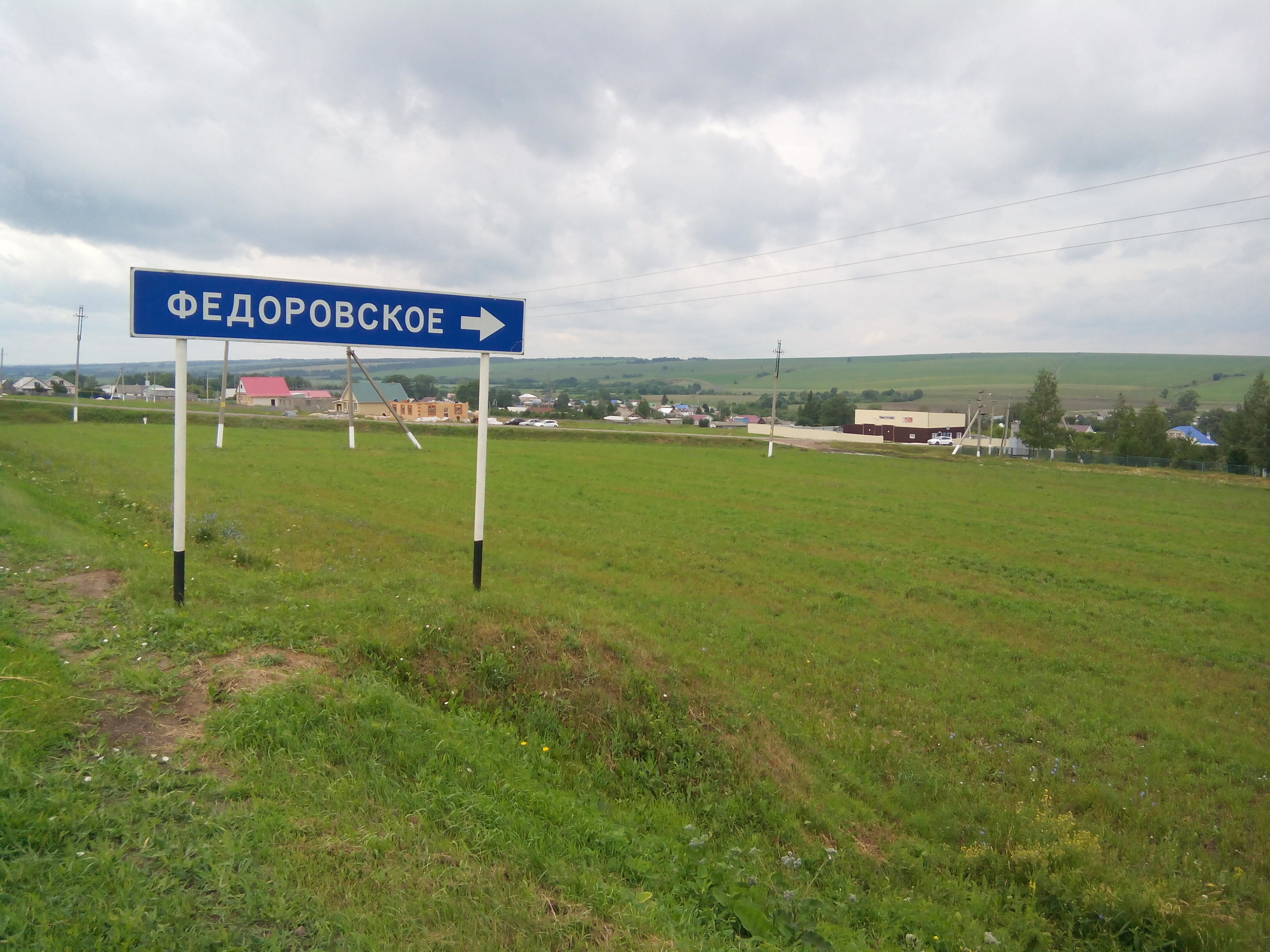
У деревни Фёдоровское — вид с автодороги 16К-0934

Фёдоровское — село в Кайбицком районе Татарстана.
Административный центр Фёдоровского сельского поселения. Крупнейший после райцентра населённый пункт района.

## География
Расположено на западе республики, в восточной части района на реке Бирля. Рядом с селом проходит автодорога Большие Кайбицы — Казань. В 3 километрах от села находится железнодорожная станция Куланга на линии Свияжск — Ульяновск.

## История
Основано в XIX веке.

## Население
| Год  | Население | Примечания                    |
| ---- | --------- | ----------------------------- |
| 1989 | 718       | русские — 68 %, татары — 27 % |
| 1997 | 838       |                               |
| 2010 | 922       | русские — 51 %, татары — 44 % |

## Инфраструктура
В селе работает детский сад, школа, Кайбицкий лесхоз и Сельхозтехника — «Конкурсное производство Кайбицкая машинно-технологическая станция».